# Filippo Vadi
Filippo Vadi (in latino: Philippus De Vadis de Pisis; Pisa, ... – ...; fl. 1457–1482) è stato maestro d'arme della nobiltà pisana del XV secolo.
Fu governatore di Reggio nel 1457 e in seguito, consigliere del duca Borso d'Este nel Ducato di Ferrara. Il medaglista veneziano Giovanni Boldù conió nel 1457 una medaglia commemorativa per Vadi, dal cui dritto e rovescio si evincono la sua laurea in medicina e le sue doti di Magister Scrima. Prima del 1487 scrisse un trattato di tecnica schermitoria dedicato ai duchi di Urbino, De arte gladiatoria dimicandi (1482/1487), presentato in quel periodo alla corte urbinate da Benedetto Vadi di Fossombrone, dottore in legge e giureconsulto dei duchi dal 1480 al 1516, sotto Guidobaldo da Montefeltro e successivamente sotto Francesco Maria I della Rovere.
La tecnica di Filippo Vadi riguardava primariamente la spada a due mani, ovvero, come si diceva all'epoca, la spada da doi mani.
Le illustrazioni e le tecniche presenti nel trattato fanno supporre che egli fosse influenzato dall'opera di Fiore dei Liberi, autore del Flos duellatorum.
Il manoscritto del Vadi è oggi conservato presso la Biblioteca nazionale di Roma.